# Kastenmühle (Sengenthal)
Kastenmühle ist ein Gemeindeteil der Gemeinde Sengenthal im Landkreis Neumarkt in der Oberpfalz in Bayern.

## Lage
Kastenmühle liegt westlich vor der Albstufe des Oberpfälzer Jura an dem der Sulz zufließenden Wiefelsbach, der neben acht anderen Mühlen das Mühlrad für den einen Mahlgang der Kastenmühle (so 1836) antrieb. Die Einöde ist über einen Anliegerweg zu erreichen, die von der Gemeindeverbindungsstraße zwischen der Bundesstraße 299 und dem Sengenhtaler Gemeindeteil Stadlhof nach Norden abzweigt.

## Geschichte
Die Mühle ist am 4. Juli 1777 in der Matrikel der Filiale Reichertshofen erwähnt, wo es bereits seit dem 11. Jahrhundert eine Kirche gab. Reichertshofen war zunächst eine Filiale der katholischen Pfarrei Berngau, ab 1854 Kuratie und ab 1867 eine eigene 1867 Pfarrei. Am Ende des Alten Reiches, um 1800, gehörte die Mühle zur Oberen Hofmark Berngau und unterstand hochgerichtlich dem herzoglich-baierischen Schultheißenamt Neumarkt.
Im Königreich Bayern wurde zwischen 1810 und 1820 der Steuerdistrikt Forst, dann die gleichnamige Ruralgemeinde gebildet, die aus Forst selber, Braunshof, Rocksdorf und Stadlhof bestand. In diese Gemeinde wurde vor 1867 die Gemeinde Wiefelsbach mit ihren zehn Einöden integriert, nämlich die Kastenmühle, die Birkenmühle, die Braunmühle, der Dietlhof, die Gollermühle, die heute nicht mehr existierende Kindlmühle, die der Kastenmühle benachbart war, die Ölkuchenmühle, die ebenfalls heute nicht mehr existierende Schmidmühle, die Schlierfermühle und die Seitzermühle.
Die Kastenmühle erwarb 1823 die Müllerfamilie Schlierf, die das Mühlengebäude wohl neu errichtete und die Mühle mehrere Generationen lang betrieb, bis sie 1933 den Mahlbetrieb einstellte. 1864 erhielt der Müller Nikolaus Schlierf für die Zucht einer Hellfuchs-Stute vom Regierungsbezirk Oberpfalz und Regensburg einen Preis. Gemäß der Volkszählung vom 1. Dezember 1875 bestand die Mühle aus vier Gebäuden und hatte zwölf Einwohner, an Großvieh zwei Pferde und 16 Stück Rindvieh.
Dem Landgericht (ab 1862 Bezirksamt, ab 1879 Landkreis) Neumarkt zugeordnet, umfasste die Gemeinde Forst in den 1960er Jahren, also unmittelbar vor der Gebietsreform, die zwölf Gemeindeteile Forst, Kastenmühle, Birkenmühle, Braunmühle, Braunshof, Dietlhof, Gollermühle, Greißelbach, Kanalschleuse 31 (um 1960 unbewohnt), Kanalschleuse 32, Schlierferhaide/Schlierfermühle und Stadlhof. Im Zuge der Gebietsreform in Bayern erfolgte am 1. Januar 1972 die Eingliederung der Gemeinde Forst und damit auch der Kastenmühle in die Gemeinde Sengenthal im Landkreis Neumarkt i. d. Opf.

### Einwohnerzahlen
- 1830: 04 (1 Haus)[10]
- 1836: 12 (1 Haus)[11]
- 1861: 10 (3 Gebäude)[12]
- 1871: 12[13]
- 1900: 10 (1 Wohngebäude)[14]
- 1938: 07[15]
- 1961: 05 (1 Wohngebäude)[16]
- 1987: 05 (1 Wohngebäude, 1 Wohnung)[1]